# Делта (Ајова)
Делта (енгл. Delta) град је у америчкој савезној држави Ајова. По попису становништва из 2010. у њему је живело 328 становника.

## Демографија
Према попису становништва из 2010. у граду је живело 328 становника, што је -82 (-20.0%) становника више него 2000. године.
| Група             | 2000.       | 2010.       |
| Белци             | 403 (98,3%) | 318 (97,0%) |
| Афроамериканци    | 0 (0,0%)    | 6 (1,8%)    |
| Азијати           | 0 (0,0%)    | 0 (0,0%)    |
| Хиспаноамериканци | 7 (1,7%)    | 2 (0,6%)    |
| Укупно            | 410         | 328         |